# Amphoe Chaiyo
Amphoe Chaiyo (Thai อำเภอ ไชโย) ist ein Landkreis (Amphoe – Verwaltungs-Distrikt) im östlichen Teil der Provinz Ang Thong. Die Provinz Ang Thong liegt im Zentrum der Zentralregion von Thailand.

## Geographie
Benachbarte Distrikte (von Norden im Uhrzeigersinn): Amphoe Phrom Buri der Provinz Sing Buri, die Amphoe Tha Wung und Mueang Lop Buri der Provinz Lop Buri, die Amphoe Ban Phraek und Maha Rat der Provinz Ayutthaya, schließlich die Amphoe Mueang Ang Thong und Pho Thong der Provinz Ang Thong.

## Geschichte
Der Name von Ban Chaiyo geht zurück auf König Naresuan und seinen Bruder, den späteren König Ekathotsarot. Sie gewannen hier eine Schlacht gegen den König von Lan Na und birmanische Soldaten. Die Kämpfer von Ayutthaya riefen „Chaiyo“, um den Sieg zu feiern.
In der Vergangenheit wurde Amphoe Chaiyo „Amphoe Ban Makham“ genannt. Als Chaiyo offiziell den Amphoe-Status bekam, wählte die Regierung den Namen Chaiyo, da es ein „Großer Name“ sei.

## Sehenswürdigkeiten
- Wat Chaiyo Worawihan – ein königlicher Tempel zweiter Klasse aus der Zeit von König Mongkut (Rama IV.). Sehenswert ist die große Buddha-Statue mit Namen Phra Maha Phuttha Phim. Der Tempel ist außerdem dafür bekannt, dass hier sehr wirksame Amulette (Phra Phim) hergestellt werden.

## Verwaltung

### Provinzverwaltung
Der Landkreis Chaiyo ist in neun Tambon („Unterbezirke“ oder „Gemeinden“) eingeteilt, die sich weiter in 51 Muban („Dörfer“) unterteilen.
| Nr. | Name          | Thai    | Muban | Einw. |
| --- | ------------- | ------- | ----- | ----- |
| 01. | Chorakhe Rong | จรเข้ร้อง | 07    | 3.040 |
| 02. | Chaiyaphum    | ไชยภูมิ   | 08    | 3.427 |
| 03. | Chaiyarit     | ชัยฤทธิ์   | 06    | 3.214 |
| 04. | Thewarat      | เทวราช  | 07    | 2.010 |
| 05. | Ratchasathit  | ราชสถิตย์ | 07    | 2.305 |
| 06. | Chaiyo        | ไชโย    | 07    | 2.848 |
| 07. | Lak Fa        | หลักฟ้า   | 03    | 1.560 |
| 08. | Chawai        | ชะไว    | 03    | 3.059 |
| 09. | Tri Narong    | ตรีณรงค์  | 03    | 1.521 |

### Lokalverwaltung
Es gibt zwei Kommunen mit „Kleinstadt“-Status (Thesaban Tambon) im Landkreis:
- Ket Chaiyo (Thai: เทศบาลตำบลเกษไชโย) bestehend aus Teilen des Tambon Chaiyo.
- Chaiyo (Thai: เทศบาลตำบลไชโย) bestehend aus den kompletten Tambon Chorakhe Rong, Chaiyaphum, Lak Fa, Chawai, Tri Narong und den Teilen der Tambon Chaiyarit, Chaiyo.

Außerdem gibt es drei „Tambon-Verwaltungsorganisationen“ (องค์การบริหารส่วนตำบล – Tambon Administrative Organizations, TAO)
- Chaiyarit (Thai: องค์การบริหารส่วนตำบลชัยฤทธิ์) bestehend aus Teilen des Tambon Chaiyarit.
- Thewarat (Thai: องค์การบริหารส่วนตำบลเทวราช) bestehend aus dem kompletten Tambon Thewarat.
- Ratchasathit (Thai: องค์การบริหารส่วนตำบลราชสถิตย์) bestehend aus dem kompletten Tambon Ratchasathit.